# غريغوري س. كيس
غريغوري س. كيس (بالإنجليزية: Gregory C. Case)‏ هو مسير أعمال أمريكي، ولد في 1963 في الولايات المتحدة.

## وصلات خارجية
- غريغوري س. كيس على موقع إن إن دي بي (الإنجليزية)